# حقوق الإنسان في دبي

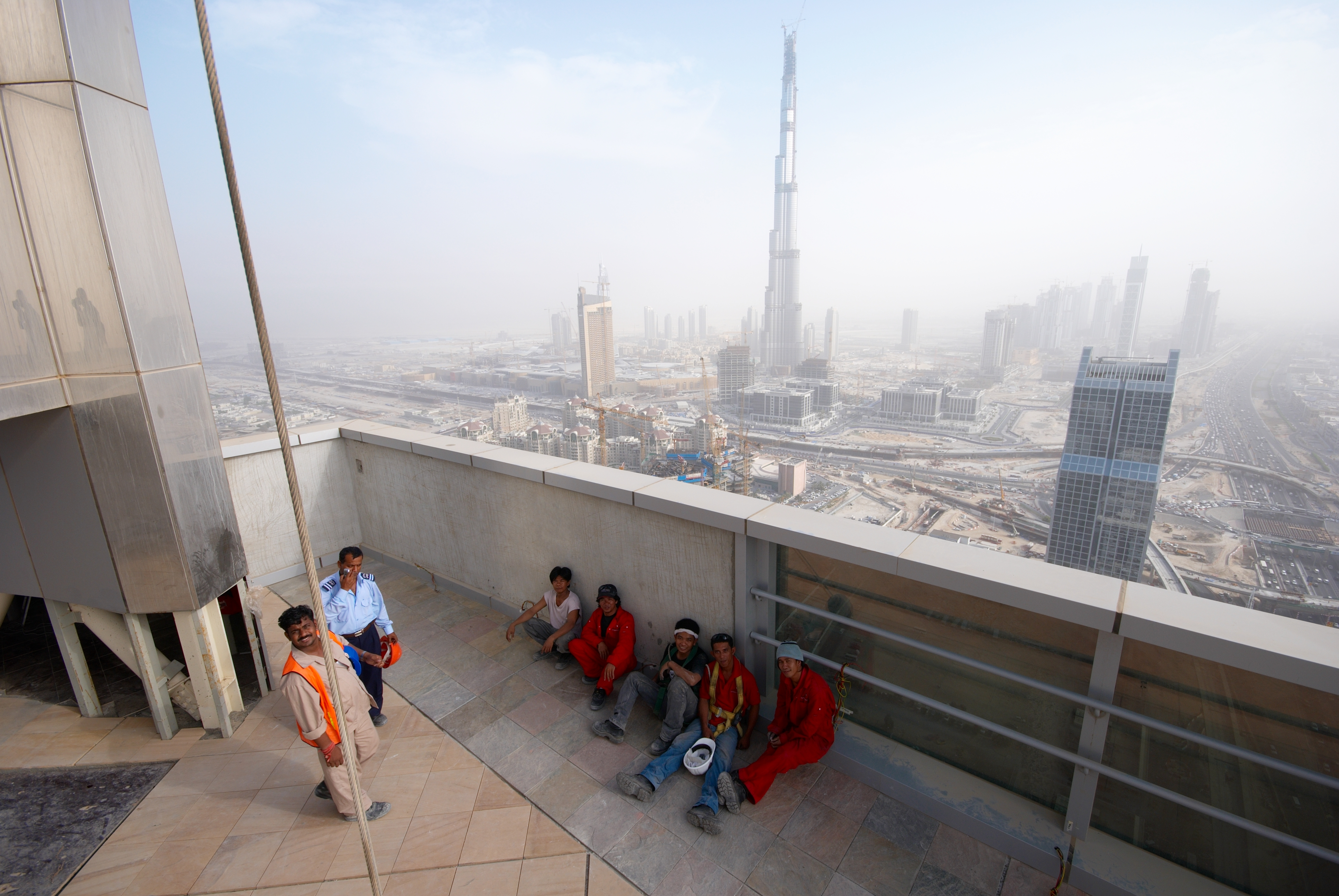
عمال بناء من آسيا في الطابق العلوي من برج أنجسانا

تستند حقوق الإنسان في دبي إلى الدستور والقانون التشريعي، والذي يفترض أنه يعد بمعاملة عادلة لجميع الأشخاص، بصرف النظر عن العرق أو الجنسية أو الوضع الاجتماعي، وفقًا للمادة 25 من دستور دولة الإمارات العربية المتحدة. وعلى الرغم من ذلك، فقد صرحت منظمة فريدوم هاوس بأن: «أشكال الرقابة الذاتية المتطرفة تُمارس على نطاق واسع، لا سيما فيما يتعلق بقضايا مثل السياسة المحلية أو الثقافة أو الدين أو أي موضوع آخر تعتبره الحكومة حساسًا سياسياً أو ثقافياً. تُعد المنطقة الحرة للإعلام في دبي، وهي المنطقة التي تنتج فيها وسائل الإعلام الأجنبية مواد مطبوعة ومذاعة موجهة إلى الجماهير الأجنبية، الساحة الوحيدة التي تعمل فيها الصحافة بحرية نسبية».
اشتكت منظمات حقوقية من انتهاكات حقوق الإنسان في دبي. وعلى الأخص، زُعم أن حوالي 250 ألف عامل أجنبي في المدينة يعيشون في ظروف وصفتها هيومن رايتس ووتش بأنها «أقل من إنسانية». كانت إساءة معاملة العمال الأجانب موضوع الفيلم الوثائقي لعام 2009 «عبيد دبي».

## العمال الأجانب وحقوق العمل
تنص المادة 25 من دستور دولة الإمارات العربية المتحدة على المساواة في المعاملة بين الأشخاص فيما يتعلق بالعرق أو الجنسية أو المعتقدات الدينية أو الوضع الاجتماعي. غالبًا ما يعيش العمال الأجانب في دبي في ظروف وصفتها هيومن رايتس ووتش بأنها «أقل من إنسانية»، وكانت هذه الظروف موضوع الفيلم الوثائقي «عبيد دبي». نقل تقرير للإذاعة الوطنية العامة لعام 2006 عن بايا سيد مبارك، القنصل الهندي للعمل والرعاية الاجتماعية في دبي، قوله: «المعجزة الاقتصادية للمدينة لن تكون ممكنة بدون جيوش من عمال البناء ذوي الأجور المتدنية من شبه القارة الهندية». ذكر تقرير للإذاعة الوطنية العامة أن عمال البناء الأجانب كانوا يعيشون ثمانية وعشرة أشخاص ضمن غرفة واحدة في معسكرات العمل وأن الكثيرين منهم محاصرون في دائرة الفقر والديون، والتي لا تختلف كثيرًا عن العبودية المتعاقد عليها.
ذكرت بي بي سي نيوز أن: «الصحف المحلية غالبًا ما تنشر قصصًا عن عمال بناء يُزعم أنهم لم يتلقوا رواتبهم لأشهر متتالية. ولا يُسمح لهم بتغيير وظائفهم، وإذا غادروا البلاد للعودة إلى ديارهم، فمن المؤكد تقريبًا خسارتهم للأموال التي يقولون إنها مستحقة». بالإضافة إلى ذلك، يُزعم أن بعض العمال أجبروا على التخلي عن جوازات سفرهم عند دخولهم دبي، ما يُصعِّب العودة إلى ديارهم. في سبتمبر 2005، أمر وزير العمل إحدى الشركات بدفع الرواتب المتأخرة في غضون 24 ساعة بعد احتجاج العمال ونشر اسم الشركة المخالفة.
في ديسمبر 2005، قدمت القنصلية الهندية في دبي تقريراً إلى حكومة الهند يوضح بالتفصيل مشاكل العمالة التي يواجهها المغتربون الهنود في الإمارة. سلط التقرير الضوء على التأخر في دفع الأجور واستبدال عقود العمل والإنهاء المبكر للخدمات وساعات العمل المفرطة باعتبارها بعض التحديات التي يواجهها العمال الهنود في المدينة.
في 21 مارس 2006، انزعج العمال في موقع بناء برج خليفة من توقيت الحافلات وظروف العمل، وقاموا بأعمال شغب وإتلاف السيارات والمكاتب وأجهزة الكمبيوتر وأدوات البناء. تسببت الأزمة المالية العالمية في تأثر الطبقة العاملة في دبي بشكل سيء بشكل خاص، إذ لم تُدفع رواتب العديد من العمال ولم يكونوا أيضًا قادرين على مغادرة البلاد.
سُلِط الضوء على النظام القانوني التمييزي في المدينة والمعاملة غير المتكافئة للأجانب من خلال محاولاتها للتستر على معلومات عن اغتصاب ألكسندر روبرت، وهو مواطن فرنسي سويسري يبلغ من العمر 15 عامًا، من قبل ثلاثة محليين، أحدهم مصاب بفيروس نقص المناعة البشرية؛ أخفت السلطات المصاب بفيروس نقص المناعة البشرية الوضع الإيجابي لعدة أشهر؛ ومن خلال الاعتقال الجماعي الأخير للعمال المهاجرين، ومعظمهم من آسيا، بسبب احتجاجاتهم ضد تدني الأجور وظروف المعيشة. رغم احتجاجات هيومن رايتس ووتش والعديد من الحكومات، يُزعم أن الشركات تواصل أخذ جوازات سفر العمال وترفض دفع الرواتب الموعودة. وصفت بعض المنظمات هذه الممارسات بأنها عبودية معاصرة. في عام 2013، ألقي القبض على مواطن أوروبي اسمه مارتي داليلف وسجن بتهم ملفقة.
في عام 2012، قُطعت المياه عن مخيم العمال في سونابور لمدة 20 يومًا والكهرباء لمدة 10 أيام، فضلاً عن عدم وجود أجور لمدة ثلاثة أشهر. قيل إنه أخطِروا مسبقًا أن عقد الإيجار على وشك الانتهاء، وأن خيارهم هو الذهاب إلى مخيم الشارقة، وهو ما لم يرغب العمال في القيام به لأنه قذر للغاية و كانت رائحته كريهة.
قبل منتصف العقد الأول من القرن الحادي والعشرين، كان أصحاب الجِمال يستغلون الأطفال الفرسان، ومعظمهم من الأطفال المختطفين من أجزاء أخرى من العالم. بعد احتجاجات دولية، قررت البلاد وضع حد لهذه الممارسة ببطء. ومع ذلك، ما يزال هناك بعض الانتهاكات لهذا الحظر.
هناك أمثلة مختلفة على إساءة معاملة السكان المحليين للأشخاص، فقط على أساس الجنسية أو العرق. في إحدى الحالات، تسبب راكب سيارة أجرة محلي في إصابة سائق أجنبي بجروح خطيرة. رفض الراكب اتباع تعليمات السائق بارتداء حزام الأمان وعدم تناول الطعام في سيارة الأجرة، وأعطى السبب لهذا التصرف بأنه إماراتي.
مشكلة الأشخاص عديمي الجنسية (المعروفة باسم البدون) موجودة منذ سنوات عديدة. لقد عانى الكثير منهم دون رعاية مناسبة، على الرغم من أن العديد منهم من السكان الأصليين للأرض. لم يتمكن هؤلاء الأشخاص من إكمال تعليمهم وتأمين وظائف ووجدوا صعوبة في الزواج. تمكن عدد قليل منهم من الحصول على الجنسية الإماراتية أو جنسية جزر كومورو.

## قانون دبي
تُعد المثلية الجنسية غير قانونية في الإمارة. وعقوبة الإعدام هي إحدى العقوبات المفروضة على المثلية الجنسية على الرغم من أن هذه العقوبة لم تُطبق في الواقع. التقبيل في بعض الأماكن العامة غير قانوني ويمكن أن يؤدي إلى الترحيل. رُحِّل وافدون في دبي بسبب التقبيل في الأماكن العامة.
دبي لديها قواعد لباس محتشمة. قواعد اللباس هي جزء من القانون الجنائي في دبي. لا يُسمح بارتداء القمصان بلا أكمام والفساتين القصيرة في مراكز التسوق في دبي. يجب أن تكون الملابس بأطوال مناسبة. لا يُسمح للوافدين والسائحين بتناول الكحول خارج الأماكن المرخصة.
الردة جريمة يعاقب عليها بالإعدام في دولة الإمارات العربية المتحدة. في الممارسة العملية، لم تُطبق هذه العقوبة مطلقًا. تدمج الإمارات العربية المتحدة جرائم الحدود من الشريعة الإسلامية في قانون العقوبات؛ الردة هي واحدة منها. تنص المادة 1 والمادة 66 من قانون العقوبات الإماراتي على عقوبة الإعدام على جرائم الحدود، وبالتالي فإن الردة يعاقب عليها بالإعدام في الإمارات العربية المتحدة.
يمكن أن يخضع الوافدون غير المسلمين لأحكام الشريعة بشأن الزواج والطلاق وحضانة الأطفال. يجب على المرأة الإماراتية الحصول على إذن من ولي الأمر للزواج والزواج مرة أخرى. يُستمد هذا الشرط من الشريعة، وهو قانون اتحادي منذ عام 2005. في جميع الإمارات، من غير القانوني للمرأة المسلمة أن تتزوج من غير المسلمين. في الإمارات العربية المتحدة، يعاقب القانون على الزواج بين امرأة مسلمة ورجل غير مسلم، لأنه يعتبر شكلاً من أشكال الزنا.
خلال شهر رمضان، من غير القانوني تناول الطعام والشراب أو التدخين في الأماكن العامة بين شروق الشمس وغروبها. هناك استثناءات للنساء الحوامل والأطفال. ينطبق القانون على كل من المسلمين وغير المسلمين، وقد يؤدي عدم الامتثال إلى الاعتقال. في عام 2008 حوكمت سيدة روسية لشربها العصير في الأماكن العامة خلال شهر رمضان.
يُحظر مشاركة غرفة في فندق مع الجنس الآخر بموجب قانون دبي ما لم تكن متزوجة أو مرتبطة ارتباطًا وثيقًا. لا يسمح بأي عرض للعاطفة العامة. يحظر أيضًا التقاط صور للنساء دون موافقتهن.